# بالا-چتیرمان
بالا-چتیرمان (انگلیسی: Bala-Chetyrman) یک شهرک در شهرستان فیودوروفسکی استان باشقیرستان کشور روسیه است.